# Кар-Тел
ТОО «КаР-ТеЛ» — казахстанская телекоммуникационная компания, предоставляющая услуги под брендом «Beeline» в Казахстане.

## Основание
История ТОО «КАР-ТЕЛ» начинается с 1998 года в городе Алматы, которое являлось составной частью известного турецкого телекоммуникационного консорциума ОАО «Rumeli Telecom» и «Telsim Mobil Telekomunikasyon Hizmetleri». 24 августа 1998 года компания получила государственную лицензию по предоставлению услуг сотовой связи стандарта GSM.
19 февраля 1999 года состоялся запуск в коммерческую эксплуатацию сети K-Mobile, и уже осенью того же года ТОО «КАР-ТЕЛ» выпустило второй карточный бренд под торговой маркой K-Card.

### Бренды K-Card и EXCESS
В 2002 году компания решила обновить свой карточный бренд K-Card на новый современный EXCESS.
С 9 декабря 2002 года все абоненты K-Card автоматически стали абонентами EXCESS.

### Переход на единый бренд Beeline
С 1 июля 2007 года ТОО «КаР-Тел» объединяет бренды K-Mobile, Beeline и Excess в единый бренд Beeline.

### Продажа акций ОАО ВымпелКом
14 сентября 2004 года представители российского ОАО «Вымпел Коммуникации» официально объявили о своей победе в тендере и подписании соглашения о приобретении второго по величине сотового оператора Казахстана «КаР-Тел» за 425 млн долларов, приняв на себя 75 млн долларов долга.
26 апреля 2005 года ТОО «КаР-Тел» объявило о запуске бренда Beeline в Республике Казахстан.
В апреле 2011 года фонд страхования вкладов Турции сумел отсудить у Республики Казахстан $125 млн. в качестве компенсации за конфискацию сотового оператора «КаР-ТеЛ», перепроданного впоследствии «ВымпелКом». В ходе разбирательств турецкому фонду удалось доказать, что их долю акций забрала семья президента Казахстана Нурсултана Назарбаева.
6 декабря 2022 года «Вымпелком», его «дочка» — VEON Eurasia S.a r.l. передала компании «VEON Holdings B.V.» («дочка» «VEON Ltd.») 75 % акций «VIP Kazakhstan Holding AG,» которая владела 75 % долей участия в ТОО «КаР-Тел» в обмен на вознаграждение в размере 54 млрд рублей.

## Владельцы
По состоянию на 2023 год владельцем мобильного оператора «Билайн» в Казахстане являются: бизнесмен Булат Утемуратов, контролирует 25 % доли ТОО «КаР-Тел»; остальные 75 % доли принадлежат зарегистрированной в Нидерландах компании VEON Holdings B.V. (через VIP Kazakhstan Holding AG).

## Создание бренда ДОС
В 2011 году в ответ на запуск нового оператора-дискаунтера Tele2, для того чтобы перекрыть утечку абонентов, ТОО «КаР-Тел» довольно быстро запускает суббренд ДОС, который совпадает с днём запуска оператора Tele2 в Алма-Ате.
В 2012 году в ТОО «КаР-Тел» было опубликовано, что с 1 октября все офисы обслуживания торговой марки ДОС закрываются, и обслуживание абонентов будет производиться во всех офисах Beeline.
С 27-го ноября 2012 года для абонентов ДОС доступны все тарифы и услуги Beeline, тем самым абоненты ДОС стали полностью абонентами Beeline.
Бренд ДОС не продержался и года.
С 19 июня 2019 года был запущен новый оператор — первый в Казахстане цифровой оператор izi.